# Wu Tingfang
Wu Tingfang (伍廷芳, 30 juillet 1842 - 23 juin 1922) aussi appelé Ng Choy, est un diplomate et homme politique chinois qui est ministre des Affaires étrangères et Premier ministre par intérim dans les premières années de la république de Chine.

## Carrière à Hong Kong

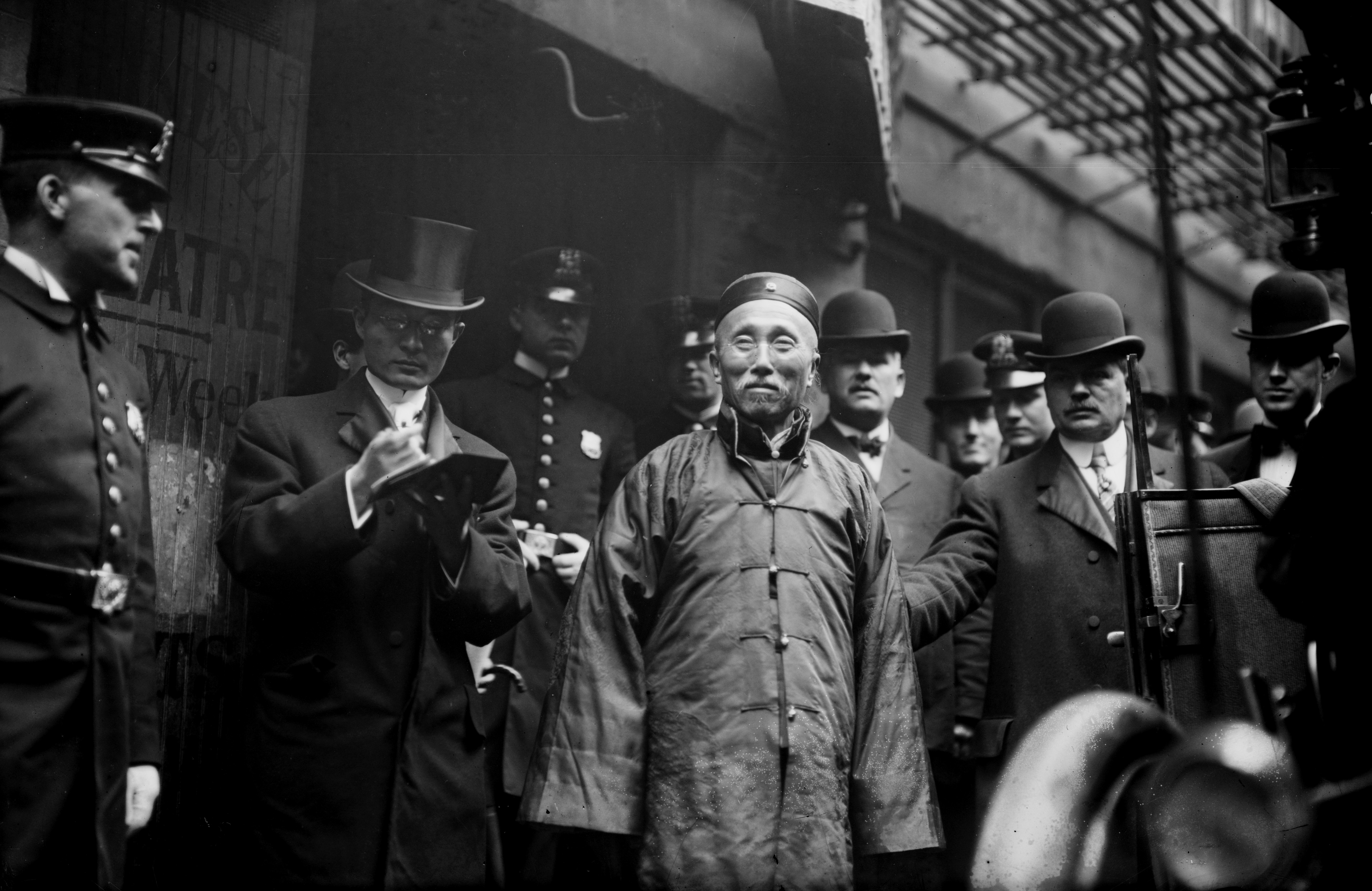
Photographie de 1908.

Wu est né dans les Établissements des détroits, actuel Singapour, en 1842 et est envoyé en Chine en 1846 pour être scolarisé. Il étudie au St. Paul's College (en) anglican à Hong Kong, où il apprend à lire et écrire en anglais. Après avoir travaillé comme interprète à la cour judiciaire de 1861 à 1874, il épouse Ho Miu-ling (sœur de Kai Ho (en)) en 1864. 
Il étudie le droit au Royaume-Uni à l'university College de Londres et devient avocat après des études au Lincoln's Inn en 1876. Il devient ainsi le premier avocat plaidant chinois de l'histoire. Après avoir été appelé au barreau en Angleterre, il retourne à Hong Kong en 1877 pour pratiquer le droit. Il est admis au barreau de Hong Kong lors d'une cérémonie où le secrétaire de la Justice John Jackson Smale (en) l'accueille à la barre en lui disant : 
« En Angleterre, tous les postes sont ouverts au talent sans faveur d'affectation. Un brillant homme d'État américain est maintenant devenu un symbole du barreau anglais, et le barreau accueille avec enthousiasme ce jour où un Chinois se distinguera autant que l'éminent avocat à qui j'ai fait allusion. J'ai vu des choses étranges se dérouler ».
Plus tard, Wu devient le premier membre non officiel (en) chinois du conseil législatif de Hong Kong (nommé en 1880).
L'historien américain John K. Fairbank écrit à son sujet : « Il parvint à mobiliser les chefs de la communauté chinoise et à obtenir qu'ils prennent part à l'administration de l'Alice Memorial Hospital, mais son influence croissante éveilla l'opposition coloniale. En 1882, Wu rejoignit l'équipe de Li [Hongzhang], créa des écoles de formation et un chemin de fer, puis s'engagea dans la diplomatie. »

## Service dans le gouvernement des Qing

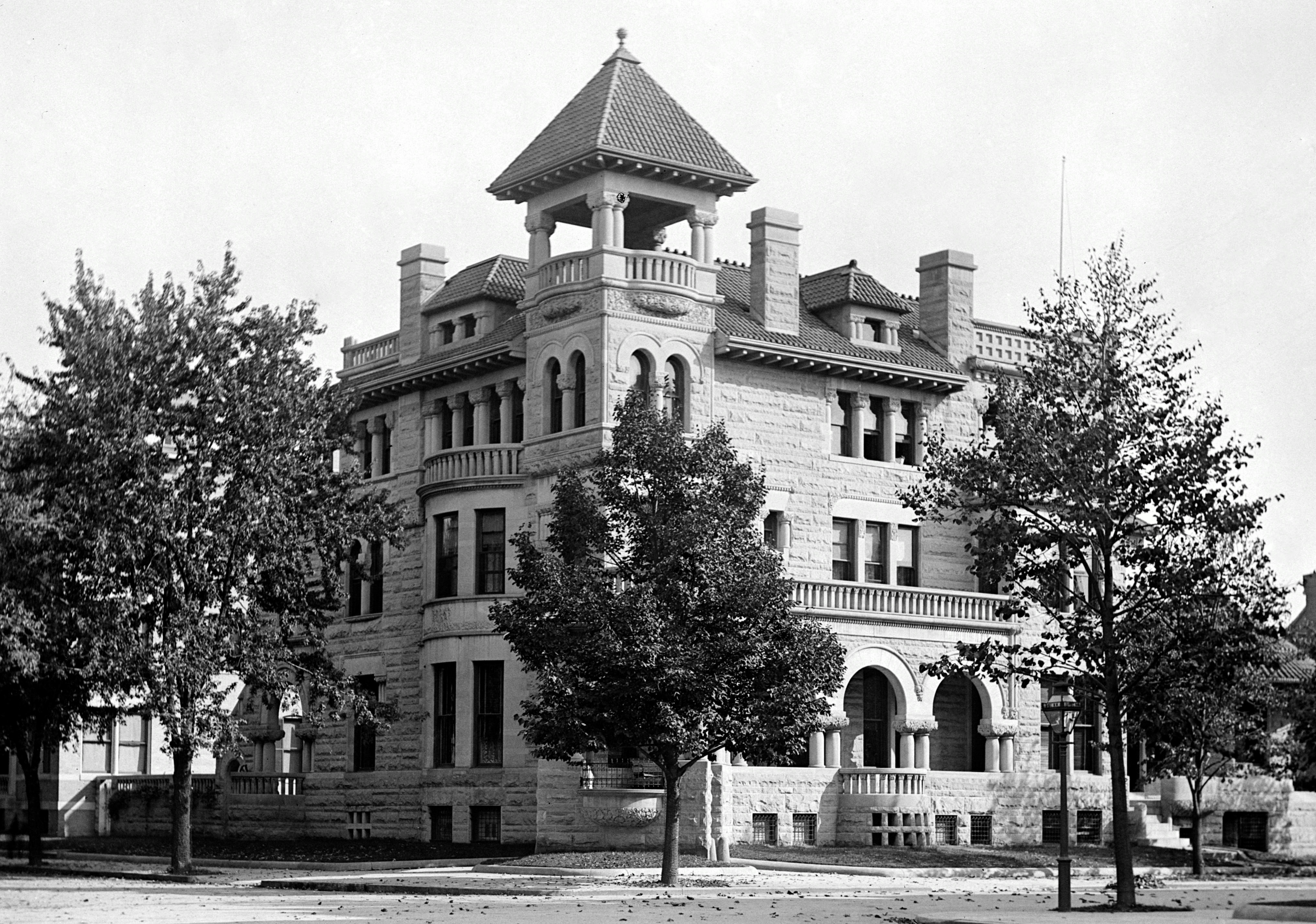
L'ancienne résidence de l'envoyé Wu et bureau de la légation Qing aux États-Unis, située dans le quartier de Dupont Circle à Washington, D.C..

Il sert dans le gouvernement de la dynastie Qing comme ambassadeur aux États-Unis, en Espagne, au Pérou de 1896 à 1902 et de 1907 à 1909. Dans ce rôle, il fait de grandes conférences sur la culture chinoise et l'histoire de Chine, dans le but entre autres de contrer la discrimination contre les émigrants chinois. Pour cela, il publie America, through the spectacles of an Oriental diplomat en anglais en 1914,.
Wu est mentionné plusieurs fois dans le journal d'Ernest Satow, l'envoyé britannique en Chine de 1900 à 1906. Par exemple, le 21 novembre 1903 : « Wu Tingfang est venu cet après-midi, et n'a pas arrêté de parler de son code commercial et d'autres sujets. Son idée est de rédiger également un code criminel, et d'imposer les deux par la force dans les ports ouverts ».

## Service après la révolution chinoise de 1911
Il soutient la révolution chinoise de 1911 et négocie sur le comportement des révolutionnaires à Shanghai. Il sert brièvement début 1912 comme ministre de la Justice du gouvernement provisoire de Nankin, où il défend fermement l'indépendance de la justice, basée sur son expérience dans l'étude du droit et sur ses voyages à l'étranger. Après cette brève période, Wu devient ministre des Affaires étrangères de la république de Chine et sert brièvement en 1917 comme Premier ministre par intérim.
Il rejoint le mouvement de protection de la constitution de Sun Yat-sen et devient membre de son comité de gouvernement. Il déconseille Sun de devenir « président extraordinaire » mais continue tout de même de le suivre après son élection. Il sert ensuite comme ministre des Affaires étrangères de Sun et est président par intérim lorsque Sun s'absente. Il meurt peu de temps après que Chen Jiongming s'est rebellé contre Sun, d'une pneumonie.